# 넉 오프
《넉 오프》(Knock Off)는 홍콩, 미국에서 제작된 서극 감독의 1998년 액션 영화이다. 장 끌로드 반담 등이 주연으로 출연하였고 시남생 등이 제작에 참여하였다.

## 출연

### 주연
- 장 끌로드 반담

### 조연
- 롭 슈나이더
- 레라 로천
- 왕민덕
- 폴 소르비노
- 이약동
- 글렌 친
- 제프 울프

## 기타
- 협력프로듀서: 리처드 G. 머피
- 협력프로듀서: 피터 넬슨
- 미술: 뢰초웅
- 의상: 풍군맹
- 무술감독: 홍금보
- 배역: 일라나 다이아맨트
- 배역: 로리스 프리먼

## KBS 성우진 (2002년 1월 8일)
- 홍시호 - 레이 (장 끌로드 반담)
- 김관진 - 토미 (롭 슈나이더)
- 성병숙 - 캐런 (릴라 로천)
- 장광 - 한 형사 (왕민덕)
- 황원 - 해리 (폴 소르비노)
- 노민
- 유제상
- 성창수
- 임성표
- 문관일
- 오인성
- 이주원
- 주유랑
- 임미진